# Dove Creek
Dove Creek – miasto w Stanach Zjednoczonych, w stanie Kolorado, siedziba administracyjna hrabstwa Dolores.